# Élections sénatoriales américaines de 2002
Les élections sénatoriales américaines de 2002 ont eu lieu le 5 novembre 2002. Elles ont abouti à une victoire pour le Parti républicain, qui gagne deux sièges et donc une courte majorité au Sénat, au détriment du Parti démocrate. L'élection renouvelait les sénateurs de classe 2, élus en 1996.
Les espoirs des Démocrates étaient grands, alors que l'économie sortait juste de la récession avec un taux de chômage encore élevé, et que le parti au pouvoir perd généralement des sièges aux élections de mi-mandat, particulièrement quand la situation économique est mauvaise. De plus, quatre sénateurs républicains ne se représentaient pas (contre aucun Démocrate), rendant leurs sièges plus faciles à gagner. Cependant, ces open seats se trouvaient dans le Sud, et les Républicains avaient trouvé quatre candidats solides pour remplacer les sortants.
Avec les gains enregistrés à la Chambre des représentants lors des élections législatives, c'est l'une des premières fois en un siècle que le parti au pouvoir progresse au Congrès.
Les élections se sont déroulés quatorze mois après les attentats du 11 septembre 2001. Les élections ont donc été dominées par le contexte de la guerre contre le terrorisme, la possibilité d'une intervention en Irak, mais aussi par la mort du sénateur Paul Wellstone. La campagne, menée davantage sur des thèmes internationaux que sur des thèmes de politique intérieure, a donc avantagé les Républicains.

## Cadre institutionnel et mode de scrutin
Le Sénat des États-Unis a 100 membres, deux pour chaque États des États-Unis, élus pour une durée de six ans. Les sénateurs sont divisés en 3 classes, une des trois classes étant renouvelés tous les 2 ans. Avant 1913 et l'apparition du dix-septième amendement de la Constitution des États-Unis, les sénateurs étaient élus par les assemblées des États, et non par leurs corps électoraux.

## Résultats
| Partis | Partis            | Sénat avant l'élection | Sièges        | Sièges | Vote populaire | Vote populaire | Sénat après l'élection | Changement |
| Partis | Partis            | Sénat avant l'élection | Sièges en jeu | Élus   | Voix           | %              | Sénat après l'élection | Changement |
| ------ | ----------------- | ---------------------- | ------------- | ------ | -------------- | -------------- | ---------------------- | ---------- |
|        | Parti démocrate   | 50                     | 14            | 12     | 18 665 605     | 44,70          | 48                     | 2          |
|        | Parti républicain | 49                     | 20            | 22     | 21 428 784     | 51,31          | 51                     | 2          |
|        | Parti libertarien | —                      | —             | —      | 755 872        | 1,81           | -                      | -          |
|        | Independants      | 1                      | -             | -      | 405 982        | 0,97           | 1                      | -          |
|        | Autres            | —                      | —             | —      | 505 519        | 1,22           | —                      | —          |
| Total  | Total             | 100                    | 34            | 34     | 41 761 762     | 100,0          | 100                    | —          |